# Robert Briggs
Robert Briggs (10 dicembre 1911 – 4 marzo 1983) è stato un biologo statunitense.
Nel 1952 Briggs e Thomas J. King utilizzarono tecniche di trapianto nucleare per trasferire nuclei di Rana pipiens da una blastula a uova enucleate (private del nucleo), realizzando la prima clonazione di un vertebrato.